# Свети Мина
Свети Мина је хришћански светитељ. Подвизавао се у манастиру на Синајској Гори у шестом веку. Педесет година је живео у манастиру. Три дана после његове смрти, братство манастира се скупило да га опева. У хришћанској традицији се помиње да се у току овог богослужења храм испунио мирисом, који је излазио са места где се покојник налазио. Настојатељ је наредио да отворе гроб и сви присутни су видели како из оба стопала покојника тече свето миро.
Православна црква га слави 5. јануара по јулијанском календару, а 18. јануара по грегоријанском календару.